# Ernst Lubitsch
Ernst Lubitsch (ur. 29 stycznia 1892 w Berlinie, zm. 30 listopada 1947 w Los Angeles) – niemiecko-amerykański reżyser, scenarzysta i producent filmowy. Laureat Oscara za całokształt twórczości.

## Życiorys
We wczesnej młodości był praktykantem krawieckim. W wieku 19 lat zaczął występować na scenie w słynnym zespole Maxa Reinhardta. Jednocześnie grał w krótkich filmach komediowych, które od 1914 sam reżyserował.
Pierwsze jego sukcesy filmowe to komedia Ostrygowa księżniczka (1919) i kostiumowy film Madame Dubarry (1919) z Polą Negri w roli głównej. Reżyserował wiele filmów z tą aktorką, m.in. Carmen (1918), Oczy mumii Ma (1918), Sumurun (1920), Dzika kotka (1921).
Szybko zwrócił na siebie uwagę za oceanem i zaangażowany został do Hollywood, gdzie zrealizował liczne filmy, np. Rosita, śpiewaczka ulicy (1923) z Mary Pickford czy Cesarzowa (1924) z Polą Negri.
Udźwiękowienie wprowadzone w kinematografii umożliwiło mu zajęcie się także musicalem. Zrealizował wówczas filmy Parada miłości (1929), Monte Carlo (1930), Wesoła wdówka (1934). Nadal realizował również błyskotliwe komedie: Sztuka życia (1933), Ninoczka (1939) z Gretą Garbo, Sklep za rogiem (1940) z Jamesem Stewartem czy pierwszą komedię okupacyjną (1942) zatytułowaną Być albo nie być z Carole Lombard.
Jego styl często określano z uznaniem jako tzw. Lubitsch touch. Do inspiracji nim przyznawał się m.in. Billy Wilder. W 1946 otrzymał Oscara honorowego za całokształt twórczości. Rok później zmarł na zawał serca.